# Didymocistus chrysadenius
Didymocistus chrysadenius là một loài thực vật có hoa trong họ Diệp hạ châu. Loài này được Kuhlm. mô tả khoa học đầu tiên năm 1938 publ. 1940.